# 고고걸스
고고걸스는 대한민국의 음악 그룹이다. 2009년 디지털 싱글 앨범 [1st 고고씽]으로 데뷔했다.

## 음반
- 고고씽 (2009)